# Баяранка
Баяра́нка (рос. Баяранка) — невелика річка в Ярському районі Удмуртії, Росія, ліва притока Туму.
Бере початок на Верхньокамській височині, серед тайги. Протікає на південний захід і захід.
У верхів'ях знаходиться село Баяран.